# Garrett (Name)
Garrett ist  ein englischer männlicher Vorname und Familienname.

## Namensträger

### Vorname
- Garrett Hamler (* 1979), US-amerikanischer Songwriter, Sänger und Produzent, siehe Sean Garrett
- Garrett Klugh (* 1974), US-amerikanischer Ruderer
- Garrett Erin Reisman (* 1968), US-amerikanischer Astronaut

### Familienname
- Abraham Ellison Garrett (1830–1907), US-amerikanischer Politiker
- Almeida Garrett (1799–1854), portugiesischer Dichter und Politiker
- Amos Garrett (* 1941), US-amerikanisch kanadischer Blues- und Jazzmusiker
- Andrew Garrett (1823–1887), US-amerikanischer Naturforscher und Illustrator
- Augustus Garrett (1801–1848), US-amerikanischer Politiker
- Beau Garrett (* 1982), US-amerikanische Schauspielerin und Model
- Betty Garrett (1919–2011), US-amerikanische Schauspielerin
- Brad Garrett (* 1960), US-amerikanischer Komiker
- Cherrelle Garrett (* 1989), US-amerikanische Bobfahrerin
- Cliff Garrett (1908–1963), US-amerikanischer Unternehmer
- Clyde L. Garrett (1885–1959), US-amerikanischer Politiker
- Crister S. Garrett (1962–2019), US-amerikanischer Amerikanist
- Daniel E. Garrett (1869–1932), US-amerikanischer Politiker
- David Garrett (* 1980), deutscher Violinist
- David C. Garrett, Jr. (1922–2012), US-amerikanischer Unternehmer
- Donald Garrett (1932–1989), US-amerikanischer Jazz-Musiker
- Drew Garrett (* 1989), US-amerikanischer Schauspieler
- Dudley Garrett (1924–1944), kanadischer Eishockeyspieler
- Eddie Garrett (1927–2010), US-amerikanischer Schauspieler
- Edward R. Garret (1920 – 1993), US-amerikanischer Hochschullehrer
- Elizabeth Garrett Anderson (1836–1917), britische Ärztin
- Finis J. Garrett (1875–1956), US-amerikanischer Politiker
- Frank Garrett (Philosoph), US-amerikanischer Philosoph, Autor und Übersetzer
- Frank Garrett (* 1962), deutscher Schriftsteller, siehe Frank Rehfeld
- Henry L. Garrett (* 1939), US-amerikanischer Jurist und Politiker
- James Garrett, britischer Schauspieler und Synchronsprecher
- Jason Garrett (* 1966), US-amerikanischer Spieler und Trainer im American Football
- Jane Garrett (1935–2023), US-amerikanische Lektorin
- Jeremy Garrett (* 2000), guyanischer Fußballspieler
- Jesse James Garrett (* 1950), kanadischer Designer
- Jo Ann Garrett (* 1954), US-amerikanische Soulsängerin
- John W. Garrett (Diplomat) (1872–1942), US-amerikanischer Diplomat und Botschafter
- Johnny Garrett (Johnny Frank Garrett; 1963–1992), US-amerikanischer Straftäter
- Joy Garrett (1945–1993), US-amerikanische Schauspielerin und Sängerin
- Katherine Garrett-Cox (* 1967), britische Managerin
- Kathleen Garrett (vor 1982), US-amerikanische Film- und Theaterschauspielerin, Synchronsprecherin und Autorin
- Kenny Garrett (* 1960), US-amerikanischer Jazz-Saxophonist
- LaMonica Garrett (* 1975), US-amerikanischer Schauspieler
- Laurie Garrett (* 1951), US-amerikanische Wissenschaftsjournalistin
- Leif Garrett (* 1961), US-amerikanischer Schauspieler und Popsänger
- Lesley Garrett (* 1955), britische Sopranistin
- Louisa Garrett Anderson (1873–1943), britische Ärztin und Frauenrechtlerin
- Mary Garrett (1854–1915), US-amerikanische Suffragistin und Philanthropin
- Maureen Garrett (* 1948), US-amerikanische Schauspielerin
- Michael Garrett (Astronom) (* 1964), britischer Astronom
- Michael Garrett (Politiker) (* um 1985) US-amerikanischer Politiker
- Michael X. Garrett (* 1961), US-amerikanischer General
- Myles Garrett (* 1995), US-amerikanischer American-Football-Spieler
- Orvie Garrett, US-amerikanischer Skeletonpilot
- Pat Garrett (1850–1908), US-amerikanischer Sheriff
- Peter Garrett (* 1953), australischer Musiker und Politiker
- Ragnar Garrett (1900–1977), australischer Generalleutnant
- Randall Garrett (1927–1987), US-amerikanischer Schriftsteller
- Robert Garrett (Leichtathlet) (1875–1961), amerikanischer Leichtathlet
- Robert Garrett (Basketballspieler) (* 1977), deutscher Basketballspieler
- Robert Garrett (Fußballspieler) (* 1988), nordirischer Fußballspieler
- Roy Garrett, Pseudonym von Mario Gariazzo
- Santana Garrett (* 1988), US-amerikanische Wrestlerin
- Scott Garrett (* 1959), US-amerikanischer Politiker
- Sean Garrett (Garrett Hamler; * 1979), US-amerikanischer Songwriter, Sänger und Produzent
- Siedah Garrett (* 1960), US-amerikanische Sängerin
- Snuff Garrett (1938–2015), US-amerikanischer Musikproduzent und Discjockey
- Spencer Garrett (* 1963), US-amerikanischer Schauspieler
- Stephen Garrett (Architekt) (1922–2019), britischer Architekt
- Stephen Garrett (1974–2008), US-amerikanischer Musikproduzent
- Susie Garrett (1929–2002), US-amerikanische Schauspielerin und Sängerin
- Thea Garrett (* 1992), maltesische Sängerin
- Thomas Garrett (1789–1871), US-amerikanischer Abolitionist und Quäker
- Thomas Garrett junior (* 1972), US-amerikanischer Politiker
- Tom Garrett (1858–1943), australischer Cricketspieler
- Tracy L. Garrett, US-amerikanische Marineoffizierin
- Umi Garrett (* 2000), US-amerikanische Pianistin
- William Garrett (1933–1999), US-amerikanischer Rennfahrer
- Zach Garrett (* 1995), US-amerikanischer Bogenschütze